# Oblast' autonoma ciuvascia
L'Oblast' autonoma ciuvascia (in russo Чувашская автономная область?, Čuvaškaja avtonomnaja oblast', in ciuvascio  Чӑваш автономи облаҫӗ, Çăvaš avtonomi oblaşӗ) era un'oblast' autonoma esistente dal 24 giugno 1920 fino al 21 aprile 1925 quando divenne parte della Repubblica Autonoma Ciuvascia. L'oblast' comprendeva un certo numero di distretti degli ex governatorati di Kazan' e Simbirsk.

## Storia
All'inizio del 1920, sotto l'impatto della Repubblica Socialista Federativa Sovietica Russa, gran parte dei lavoratori ciuvasci decise l'idea di creare un governo centrale per emettere e concedere al suo popolo uno status autonomo come unità amministrativa speciale. Il 3 gennaio 1920, il Dipartimento del Commissariato del Popolo di Ciuvascia presentò al consiglio del Consiglio dei Commissari del Popolo un rapporto preliminare sull'unità amministrativa speciale. A giugno, l'Ufficio Politico del Comitato Centrale del Partito Comunista Russo (bolscevichi) discusse la questione e riconobbe la necessità dei distretti di Tsivilsky, Cheboksary e Yadrinsky di formare un'unità amministrativa del popolo ciuvascio. Il 22 giugno 1920, il Politburo del Comitato Centrale del Partito Comunista dell'Unione Sovietica approvò l'autonomia del popolo ciuvascio e della loro Oblast' autonoma ciuvascia che fu adottata il 24 giugno 1920 con decreto firmato dal Presidente del Consiglio dei Commissari del Popolo Vladimir Lenin, dal Presidente del Comitato Esecutivo Centrale del Congresso panrusso dei Soviet Mikhail Kalinin, e dal Segretario del Comitato Esecutivo Centrale Avel' Enukidze.